# Шетланд (избирательный округ)
Шетланд (англ. Shetland) — одномандатный избирательный округ в Шотландский парламент.

## Границы
Избирательный округ покрывает собой территорию области Шетландские острова. Входит в многомандатный избирательный регион Хайлендс-энд-Айлендс.

## История
На выборах в Шотландский парламент в 1999, 2003, 2007 и 2011 году победу одерживал шотландский либеральный демократ Тэвиш Скотт.
C 2008 по 2011 год Тэвиш Скотт был председателем Шотландской либерал-демократической партии.
В референдуме об изменении избирательной системы в Великобритании в 2011 году приняло участие более девяти тысяч жителей Шетландских островов.